# Svezia ai VI Giochi olimpici invernali
La Svezia partecipò ai VI Giochi olimpici invernali, svoltisi a Oslo, Norvegia, dal 14 al 25 febbraio 1952, con una delegazione di 65 atleti impegnati in otto discipline.

## Medagliere

### Per discipline
| Sport                   | Oro | Argento | Bronzo | Totale |
| ----------------------- | --- | ------- | ------ | ------ |
| Hockey su ghiaccio      | 0   | 0       | 1      | 1      |
| Pattinaggio di velocità | 0   | 0       | 1      | 1      |
| Salto con gli sci       | 0   | 0       | 1      | 1      |
| Sci di fondo            | 0   | 0       | 1      | 1      |
| Totale                  | 0   | 0       | 4      | 4      |

### Medaglie
| Medaglia | Atleta | Sport                   | Evento             |
| -------- | --- | ----------------------- | ------------------ |
| Bronzo   | Göte Almqvist Åke Andersson Hans Andersson-Tvilling Stig Andersson-Tvilling Lars Björn Göte Blomqvist Thord Flodqvist Erik Johansson Gösta Johansson Rune Johansson Sven Johansson Holger Nurmela Hans Öberg Lars Pettersson Lars Svensson Sven Thunman Åke Lassas | Hockey su ghiaccio      | Torneo             |
| Bronzo   | Carl-Erik Asplund | Pattinaggio di velocità | 10000 m maschile   |
| Bronzo   | Karl Holmström | Salto con gli sci       | -                  |
| Bronzo   | Nils Täpp Sigurd Andersson Enar Josefsson Martin Lundström | Sci di fondo            | Staffetta maschile |